# Consideraciones teóricas acerca de la esencia de lo psíquico
Consideraciones teóricas acerca de la esencia de lo psíquico (en alemán Theoretische Überlegungen zum Wesen des Psychischen) es una obra escrita por Carl Gustav Jung entre 1945 y 1946 y revisada en 1954. Obra clásica tardía de Jung en la que recapitula su teoría. En esta obra provee el fundamento teórico sobre el cual se apoyan el resto de sus propuestas, siendo el trabajo más sintético y completo de las obras teóricas de Jung.

## Edición en castellano
- Jung, Carl Gustav (2004 [2ª edición 2011]). Obra completa de Carl Gustav Jung. Volumen 8: La dinámica de lo inconsciente. 8. Consideraciones teóricas acerca de la esencia de lo psíquico (1947/1954). Madrid: Editorial Trotta. ISBN 978-84-8164-586-6/ ISBN 978-84-8164-587-3.

- Datos: Q5784237